# قرة قاية (مقاطعة ديواندرة)
قرة قاية (بالفارسية: قره قایه) هي قرية تقع في منطقة مركزية ريفية في إيران. يقدر عدد سكانها بـ 35 نسمة بحسب إحصاء 2016.